# Cambridge (Kentucky)
Pour les articles homonymes, voir Cambridge (homonymie).
Cambridge est une ville américaine située dans le comté de Jefferson, dans le Kentucky. Selon le recensement de 2020, sa population est de 162 habitants.